# Euphorbia serpens
Euphorbia serpens — вид квіткових рослин родини молочайні (Euphorbiaceae).
Етимологія: лат. serpens — «повзучий».

## Опис
Однорічна трав'яниста рослина, яка утворює килимок ницих голих розгалужених стебел, що вкоріняються у вузлах, де входять у контакт із землею. Овальні листки протилежно розташовані та йдуть парами, кожен лист менше, ніж 1 см завдовжки. Нектарники пурпурно-червоні. Плоди 1,3–1,8 × 1,4–1,8 мм, яйцеподібні, борознисті. Насіння 1–1,2 × 0,5–0,7 мм, чотиригранне, гладке, рожево-сірувато-коричневе. Цвіте і плодоносить протягом всього року.

## Поширення
Батьківщина: Північна, Центральна та Південна Америка. Натуралізований: У деяких країнах Африки та Азії, Греції, Азорських та Канарських островах, росте на південному узбережжі Піренейського півострова.